# Baryconus clypeatus
Baryconus clypeatus är en stekelart som beskrevs av Ritchie och Lubomir Masner 1983. Baryconus clypeatus ingår i släktet Baryconus och familjen Scelionidae. Inga underarter finns listade.